# Cristian Martínez Alejo
Cristian Martínez Alejo (Andorra la Vieja, Andorra, 16 de octubre de 1989) es un futbolista internacional andorrano. Juega en la posición de delantero y milita en el C. F. Atlètic Amèrica.

## Selección nacional
Ha sido internacional con la selección de fútbol de Andorra en 77 ocasiones consiguiendo cinco goles.

### Goles como internacional
| #  | Fecha                   | Lugar                                                  | Rival      | Gol | Resultado | Competición                                      |
| -- | ----------------------- | ------------------------------------------------------ | ---------- | --- | --------- | ------------------------------------------------ |
| 1  | 7 de septiembre de 2010 | Estadio Aviva, Dublín, Irlanda                         | Irlanda    | 2-1 | 3-1       | Clasificación para la Eurocopa 2012              |
| 2. | 22 de febrero de 2017   | Estadio Olímpico de San Marino, Serravalle, San Marino | San Marino | 2-0 | 2-0       | Amistoso                                         |
| 3. | 15 de noviembre de 2018 | Estadio Nacional, Andorra la Vieja, Andorra            | Georgia    | 1-1 | 1-1       | Liga D de la Liga de Naciones de la UEFA 2018-19 |
| 4  | 14 de noviembre de 2019 | Elbasan Arena, Elbasan, Albania                        | Albania    | 1-1 | 2-2       | Clasificación para la Eurocopa 2020              |
| 5  | 14 de noviembre de 2019 | Elbasan Arena, Elbasan, Albania                        | Albania    | 1-2 | 2-2       | Clasificación para la Eurocopa 2020              |

## Clubes
| Club                  | País    | Año       |
| --------------------- | ------- | --------- |
| F. C. Andorra         | Andorra | 2009-2013 |
| F. C. Lusitanos       | Andorra | 2013-2014 |
| F. C. Santa Coloma    | Andorra | 2014-2016 |
| F. C. Andorra         | Andorra | 2016-2019 |
| Inter Club d'Escaldes | Andorra | 2019-2021 |
| F. C. Santa Coloma    | Andorra | 2021-2022 |
| U. E. Engordany       | Andorra | 2022      |
| F. C. Ordino          | Andorra | 2023      |
| C. F. Atlètic Amèrica | Andorra | 2023-     |

## Palmarés

### Títulos nacionales
| Título                      | Equipo             | País    | Año  |
| --------------------------- | ------------------ | ------- | ---- |
| Primera División de Andorra | F. C. Santa Coloma | Andorra | 2015 |
| Primera División de Andorra | F. C. Santa Coloma | Andorra | 2016 |

### Distinciones individuales
| Distinción                                            | Año  |
| ----------------------------------------------------- | ---- |
| Goleador de la Primera División de Andorra (22 goles) | 2015 |